# Carla Del Poggio
Carla Del Poggio, nome d'arte di Maria Luigia Attanasio (Napoli, 2 dicembre 1925 – Roma, 14 ottobre 2010), è stata un'attrice italiana di teatro, cinema e televisione, attiva prevalentemente fra gli anni quaranta e cinquanta.

## Biografia

### Primi anni e successo al cinema

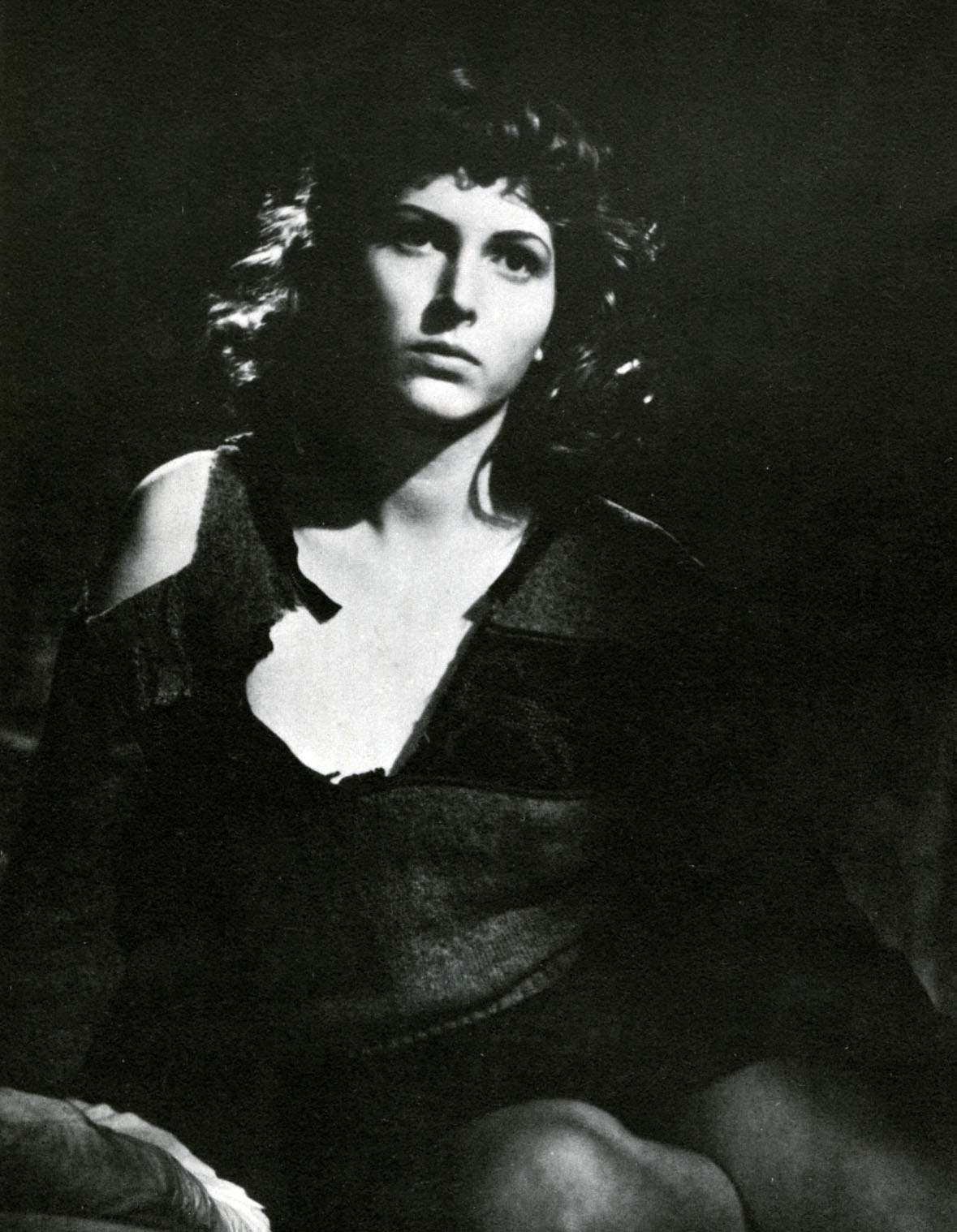
Carla Del Poggio nel 1947

Figlia di un Colonnello dell'Esercito Italiano, Ugo Attanasio (che dopo essere andato in pensione reciterà come attore in ruoli di supporto fra il 1947 e il 1967) e dell'attrice Maria Pia Attanasio, dopo aver frequentato il liceo, lo abbandona per studiare per proprio conto lingue straniere, per poi coltivare il sogno di diventare ballerina studiando danze ritmiche e moderne, e infine frequenta il Centro sperimentale di cinematografia.

Carla Del Poggio nel 1950

Lì viene notata da Vittorio De Sica, che la fa debuttare nel cinema subito come protagonista ad appena 15 anni in uno dei classici del film scolastico nostrano, Maddalena... zero in condotta. Il personaggio che interpreta, quello di Maddalena Lenci, allieva indisciplinata e pestifera, ma in fondo simpatica, di un Istituto Tecnico che scopre un fantomatico destinatario (Alfredo Hartmann) di lettere commerciali veramente esistente e si adopera in tutti i modi per farlo incontrare e sposare con l'affascinante professoressa supplente, la identificherà pienamente almeno per i tre anni seguenti.
Fino al 1943 appare in altri otto film, fino all'incontro decisivo per la sua carriera e la sua esistenza, avvenuto sul set del film Incontri di notte; quello con il regista Alberto Lattuada, che la vorrebbe protagonista di un progetto cinematografico di trasposizione del romanzo di Alberto Moravia Gli indifferenti. Con Lattuada, che ha 11 anni più di lei, si sposa il 2 aprile 1945. Dal dopoguerra immediato cambia radicalmente anche i livelli di recitazione, dimostrando ottime doti drammatiche nei film diretti dal marito (Il bandito, Senza pietà e Il mulino del Po, dove incontra Federico Fellini), ma anche con Giuseppe De Santis (Caccia tragica e Roma ore 11) e Pietro Germi (Gioventù perduta).
Recita con grandi nomi del calibro di Anna Magnani, Amedeo Nazzari e Massimo Girotti: ma il suo personaggio più compiuto sul grande schermo è probabilmente quello di Luci del varietà (da lei anche prodotto per una cooperativa insieme al marito, a Fellini e alla Masina); quello della soubrette Liliana Antonelli che, dopo aver girato molte piazze di provincia con una scalcagnata compagnia d'avanspettacolo, tenta il grande salto partendo per Milano e partecipando a uno spettacolo di prim'ordine con il suo nuovo pigmalione. Questo sarà anche l'ultimo film diretto dal marito.
Recita anche insieme al padre Ugo Attanasio in due film di Guido Brignone del biennio 1951-1952, Core 'ngrato e Bufere, e tornerà anche in qualche modo a ruoli più leggeri nel bizzarro film di Georg Wilhelm Pabst Cose da pazzi (1954), dove è Delia Rossi, una tranquilla ragazza che viene scambiata per matta da un primario psicotico (interpretato da Enrico Viarisio) e da lui rinchiusa in una casa di cura. L'ultimo film che interpretò al cinema, I girovaghi di Hugo Fregonese, con Peter Ustinov, risale al 1956.

### Il teatro
Sul palcoscenico debuttò durante la stagione 1946-1947, recitando insieme a Margherita Bagni, Leonardo Cortese e Luigi Almirante nel testo Il buon ragazzo di Kenneth Horne. Subito dopo è sempre con la Bagni e con Giulietta Masina, Franco Scandurra, Lea Padovani e Giuseppe Porelli nella trasposizione teatrale del romanzo di Moravia Gli indifferenti, quindi nel classico L'importanza di chiamarsi Ernesto di Oscar Wilde. Tornerà a teatro durante la stagione 1955-1956, nella compagnia di Eduardo De Filippo "La Scarpettiana", recitando nella commedia A' nanassa di Eduardo Scarpetta, e infine lavora con Erminio Macario nella rivista Tutte donne meno io di Giulio Scarnicci e Renzo Tarabusi.

### La televisione

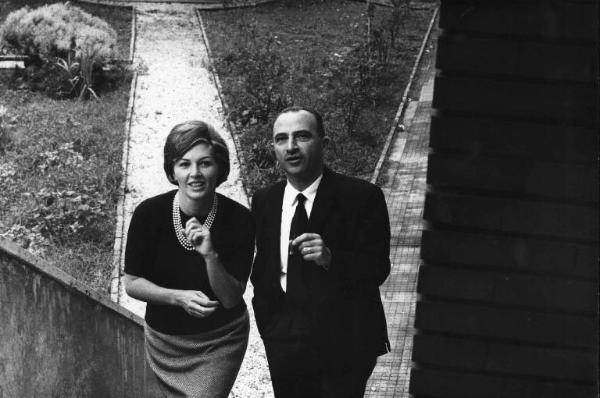
Carla Del Poggio in compagnia del marito Alberto Lattuada

Sul piccolo schermo apparve per la prima volta nel 1956 nella trasposizione della commedia di Aldo De Benedetti Due dozzine di rose scarlatte, accanto a Gianni Santuccio e Umberto Melnati.
Nei dieci anni seguenti recitò prevalentemente in svariate commedie teatrali adattate e in alcuni sceneggiati, tra cui, come protagonista, accanto a Paola Borboni e a Renato De Carmine, in Piccolo mondo antico diretto da Silverio Blasi nel 1957 e, in un ruolo minore, nel David Copperfield diretto da Majano nel 1965.
Verso la fine degli anni sessanta preferisce abbandonare l'attività artistica per dedicarsi alla famiglia.

### Morte
Il 3 luglio 2005, dopo 60 anni di matrimonio, rimane vedova di Lattuada, da tempo affetto dalla malattia di Alzheimer. Muore a Roma la notte del 14 ottobre 2010 all'età di 84 anni. Il funerale viene celebrato nel pomeriggio del 15 ottobre nella basilica di Santa Maria in Montesanto in piazza del Popolo.

## Vita privata
Dal matrimonio con Lattuada nacquero due figli.

## Filmografia

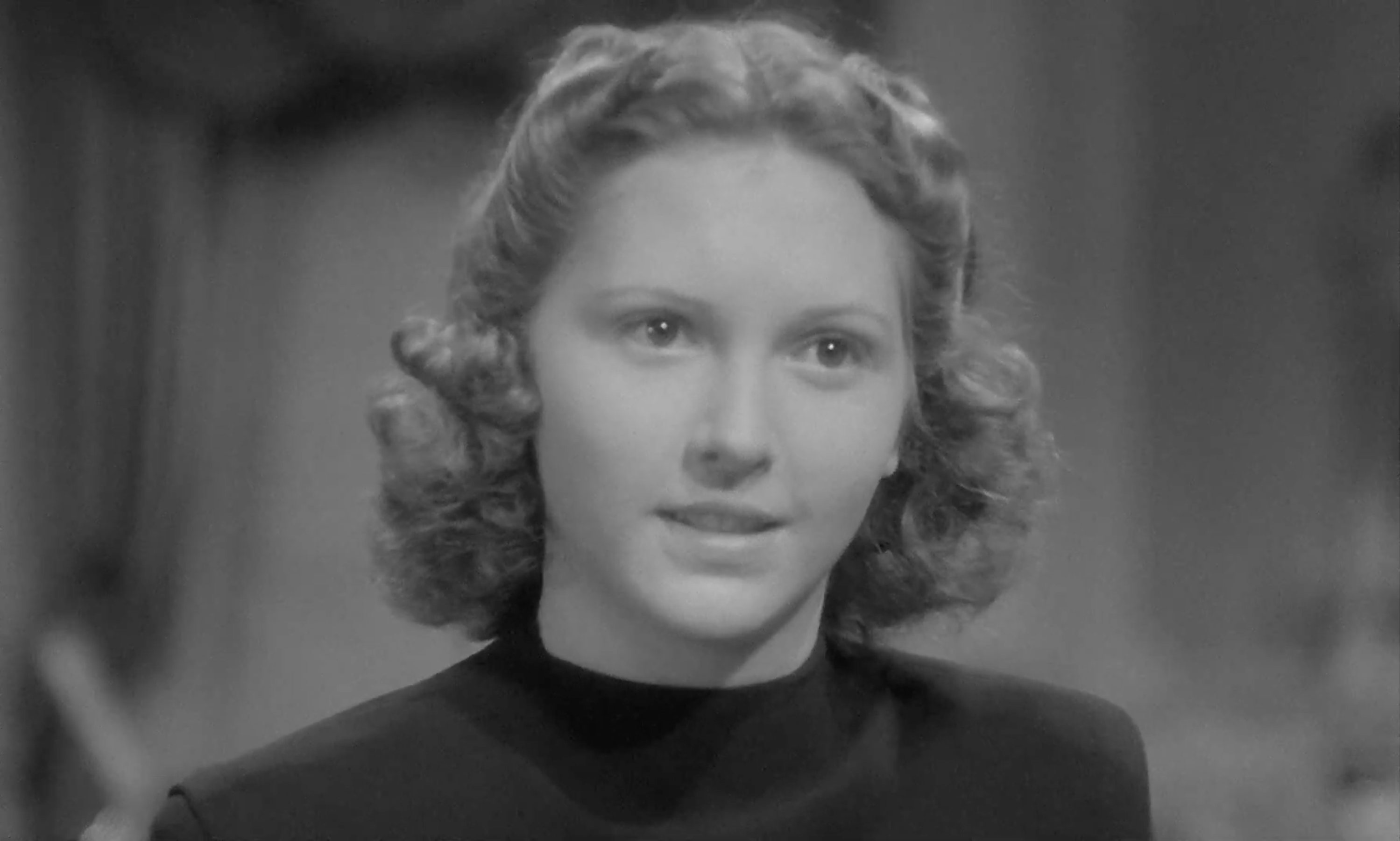
Carla Del Poggio in La bocca sulla strada (1941)

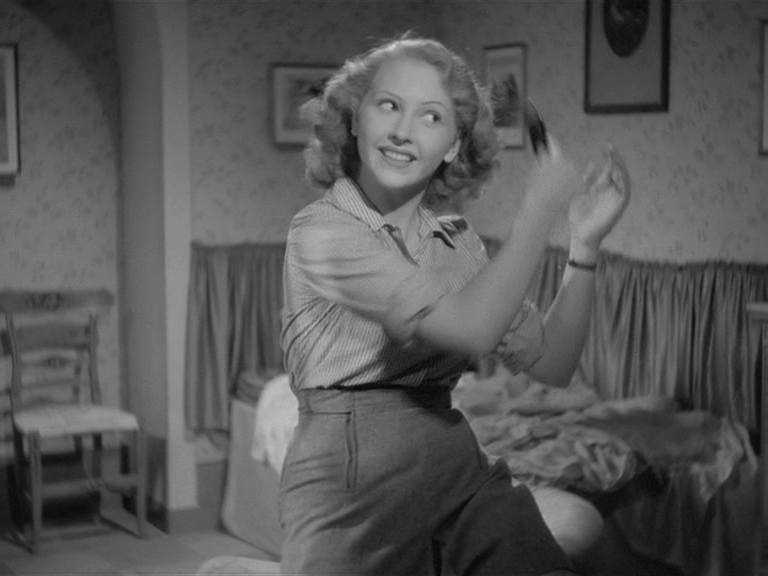
Carla Del Poggio in Violette nei capelli (1942)

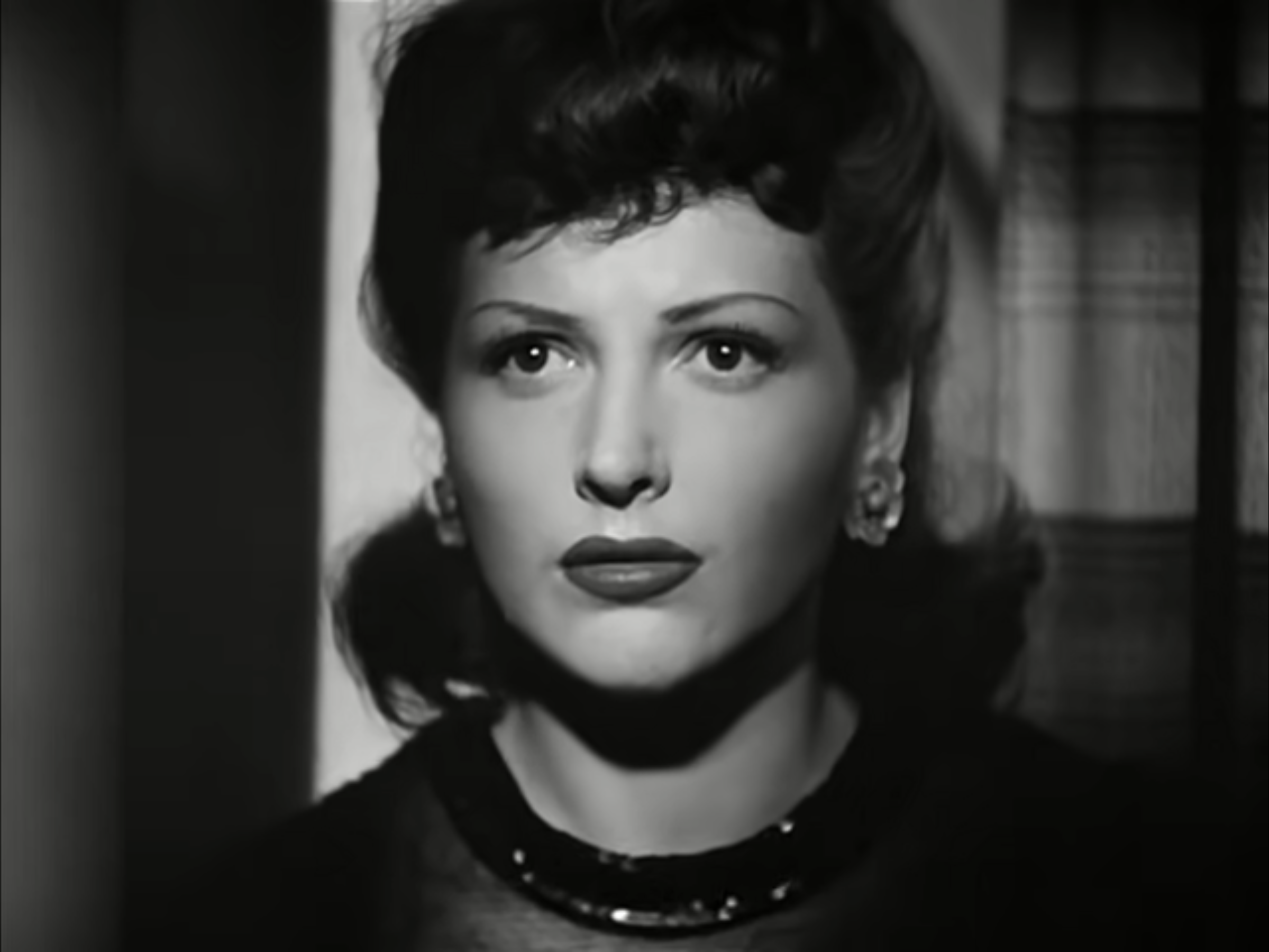
Carla Del Poggio in Il bandito (1946)

- Maddalena... zero in condotta, regia di Vittorio De Sica (1940)
- La bocca sulla strada, regia di Roberto Roberti (1941)
- La scuola dei timidi, regia di Carlo Ludovico Bragaglia (1941)
- Un garibaldino al convento, regia di Vittorio De Sica (1942)
- Violette nei capelli, regia di Carlo Ludovico Bragaglia (1942)
- Signorinette, regia di Luigi Zampa (1942)
- Incontri di notte, regia di Nunzio Malasomma (1943)
- C'è sempre un ma!, regia di Luigi Zampa (1943)
- Tre ragazze cercano marito, regia di Duilio Coletti (1943)
- L'angelo e il diavolo, regia di Mario Camerini (1946)
- Umanità, regia di Jack Salvatori (1946)
- Il bandito, regia di Alberto Lattuada (1946)
- Caccia tragica, regia di Giuseppe De Santis (1947)
- Gioventù perduta, regia di Pietro Germi (1948)
- Senza pietà, regia di Alberto Lattuada (1948)
- Il mulino del Po, regia di Alberto Lattuada (1949)
- Cavalcata d'eroi, regia di Mario Costa (1950)
- Luci del varietà, regia di Alberto Lattuada e Federico Fellini (1950)
- Sigillo rosso, regia di Flavio Calzavara (1950)
- Il sentiero dell'odio, regia di Sergio Grieco (1951)
- Core 'ngrato, regia di Guido Brignone (1951)
- La ragazza di Trieste (Les Loups chassent la nuit), regia di Bernard Borderie (1952)
- Tormento del passato, regia di Mario Bonnard (1952)
- Roma ore 11, regia di Giuseppe De Santis (1952)
- Melodie immortali, regia di Giacomo Gentilomo (1952)
- Bufere, regia di Guido Brignone (1953)
- Cose da pazzi, regia di Georg Wilhelm Pabst (1954)
- L'eroe della Vandea (Les Révoltès de Lomanach), regia di Richard Pottier (1954)
- Il tradimento di Elena Marimon (Le Secret d'Helene Marimon), regia di Henri Calef (1954)
- I girovaghi, regia di Hugo Fregonese (1956)

## Prosa televisiva Rai
- Due dozzine di rose scarlatte, regia di Alberto Gagliardelli (1956)
- Piccolo mondo antico di Antonio Fogazzaro, regia di Silverio Blasi (1957)
- Operazione Shakespeare, regia di Daniele D'Anza (1957)
- L'ex alunno di Giovanni Mosca, regia di Daniele D'Anza (1957)
- Il cuore in due, regia di Claudio Fino (1957)
- Tutto da rifare pover'uomo, regia di Eros Macchi (1960)
- La fu Edwina Black, regia di Eros Macchi, trasmessa il 7 febbraio 1964.
- Breve incontro, regia di Marcello Sartarelli (1964)
- David Copperfield da Charles Dickens, regia di Anton Giulio Majano (1965)
- Best seller, regia di Gianfranco Bettetini	(1966)

## Doppiatrici
- Lydia Simoneschi in Il mulino del Po, Cavalcata d'eroi, Core 'ngrato
- Rosetta Calavetta in Signorinette
- Dhia Cristiani in Melodie immortali